# 工黨 (臺灣)
工黨為中華民國的一個勞工政黨，成立於1987年11月1日，是中華民國宣布解嚴後第五個登記的政黨（前四個是中國國民黨、中國青年黨、中國民主社會黨及民主進步黨）。

## 简介
1987年11月1日，工黨在臺北市成立。1987年12月6日，举行第一届党员代表大会，通过党纲、党章、党旗，选举产生工党中央委员会，成立了党的组织。工黨是以台湾中下层出身、谋求劳工权益的知识分子为主要力量组成。工党主席王義雄称工党是以“劳工为主体”，“联合其它阶级人民的政党”。
工黨組織的背景主要是：原民主進步黨立法委員王義雄對民進黨勞工運動的發展以及臺灣獨立主張方面與黨內主流發生歧見，進而退黨另組工黨。而工黨也有不少勞工團體以及知識分子參與，以陳映真為主的夏潮聯合會更曾經掌握黨機器。1987年，作家陌上塵（劉振權）跟隨王義雄成為工黨創黨幹部。
工黨黨旗為綠底黃星七星旗，墨绿色底，中間一顆大星代表以工人为主体，下邊六顆小星則為農民、漁民、婦女、少數民族、中小企業者及知識分子，七星象徵七大群體的團結。在政黨主張方面，工黨主要包括擁護廣大勞動民眾利益的獲得，實現勞動大眾的民主、自由、平等，以及臺灣與中國大陸的和平統一。首任黨主席為王義雄，副主席為羅美文，秘書長為蘇慶黎。
工黨成立時曾經獲得相當程度的支持。1988年5月工黨內部發生分裂，王義雄只傾向給予工運法律支援；而夏潮派，主張社會主義、統一色彩(反帝反殖)較為濃厚、強調勞工大眾屬性並且與《夏潮》雜誌系統較為有關係的黨員，在羅美文率領下先成立幹部聯誼會，最後於1988年底脫黨、1989年另組勞動黨。工黨與勞動黨的糾紛，導致工黨的發展受阻。1989年的選舉中，工黨只當選一席高雄市議員張益郎，立法委員與縣市長方面全軍覆沒，王義雄與藝術家許曉丹等人都落選。1992年工黨提名許曉丹在高雄市參選立法委員，仍告落敗，王義雄也為此負責而退出政壇，工黨主席一職改由鄭昭明出任。
之後工黨長期未推舉候選人參選民意代表，在台灣著重關注勞工運動、勞工服務、勞資爭議協調；對外促進兩岸和平發展與交流。工黨主席鄭昭明是第一位访问中國大陸的臺灣政党领袖。工党为落实大陆政策，联合各界成立“台湾两岸关系发展促进会”，并由工黨主席鄭昭明担任创会理事长。
2019年12月3日，工黨主席鄭昭明與中校軍階退役的兒子鄭智文被檢舉，涉嫌為中國大陸情報機關發展組織、吸收國軍現役軍官進行統戰。鄭昭明因長期頻繁參與兩岸交流事務與活動，遭中共福建省委統戰部李姓情報員吸收，台南地檢署宣布偵結，以涉犯《國家安全法》起訴，分別求刑三年、三年八月。
2022年3月18日，內政部公告廢止工黨備案。

## 歷任主席
1. 王義雄（1987年—1992年）
2. 鄭昭明（1992年—2022年）